# Caroll Spinney

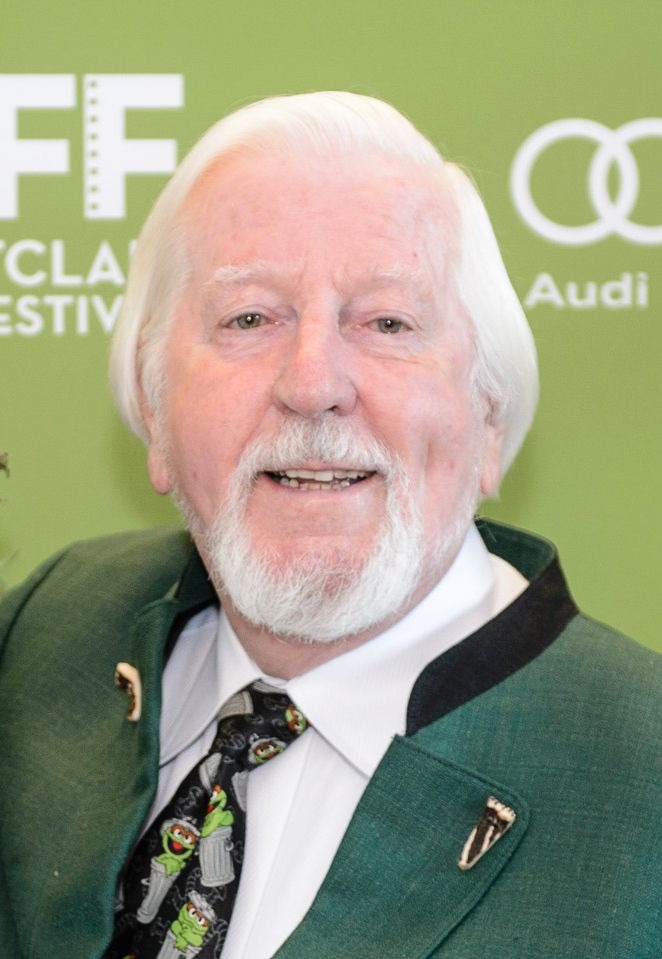
Caroll Spinney (2014)

Caroll Edwin Spinney (* 26. Dezember 1933 in Waltham, Massachusetts; † 8. Dezember 2019 in Woodstock, Connecticut) war ein US-amerikanischer Puppenspieler. Er spielte seit 1969 die Figuren Oscar und Bibo in der US-amerikanischen Kindersendung Sesamstraße.

## Leben
Während seiner Zeit in der United States Air Force schrieb und zeichnete Spinney Harvey, einen Comic über das Leben beim Militär. Unter dem Pseudonym „Ed Spinney“ kreierte er zudem die Cartoon-Serie Crazy Crayon. In den 50er Jahren schuf er die Show Rascal Rabbit und wirkte in The Judy and Goggle Show als Puppenspieler von Goggle mit. In den 60er Jahren spielte er Mr. Lion in Bozo’s Big Top. Außerdem wirkte er in mehreren Werbespots mit.

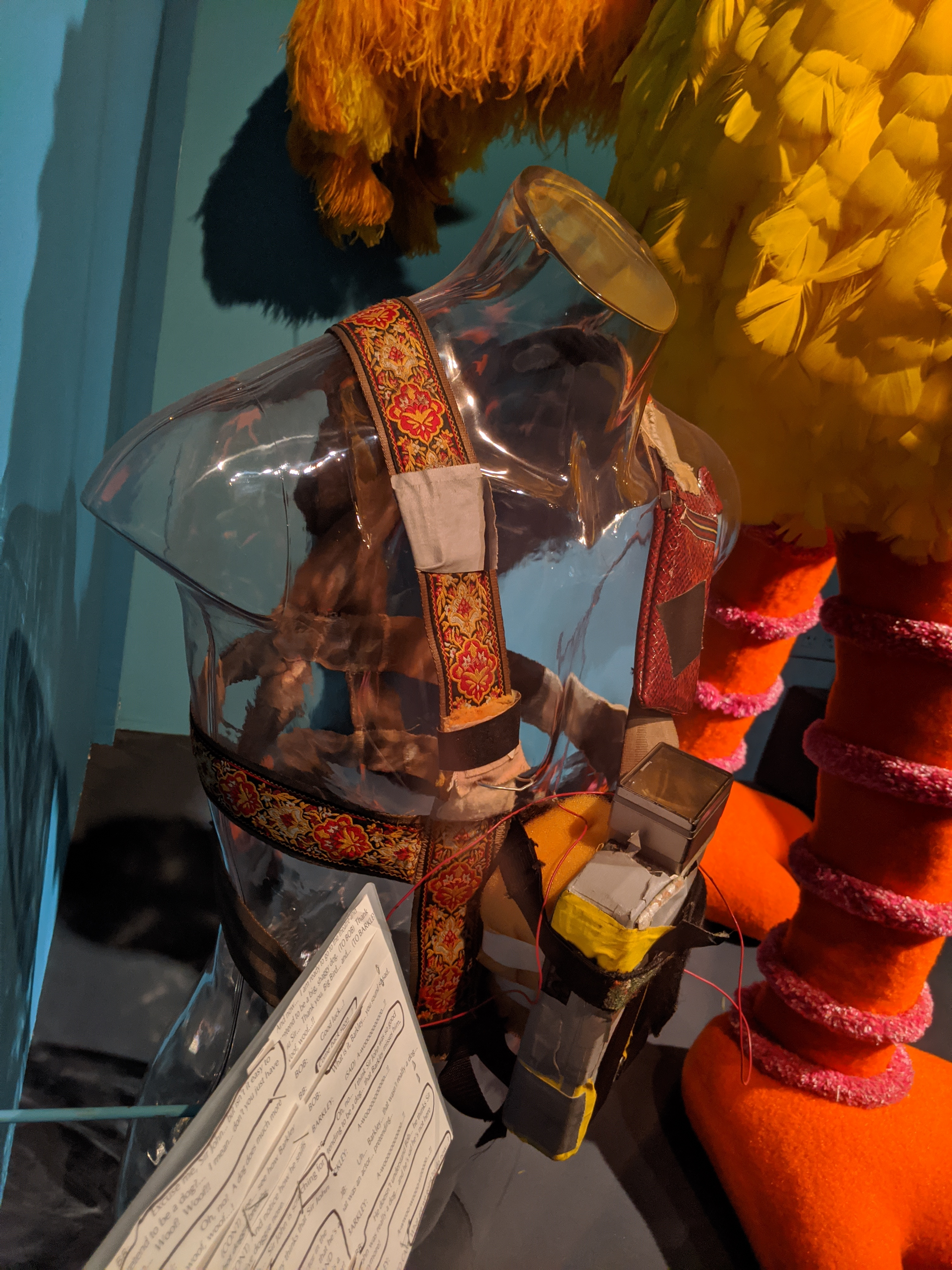
Skript und Monitor (samt Haltegurten), die von Spinney im Innern der Bibo-Puppe verwendet wurden (1970er)

Ende der 60er Jahre lernte er Jim Henson kennen. Als dieser 1969 die Kindersendung Sesamstraße schuf, übernahm Spinney als Puppenspieler die Figuren Oscar und Bibo. Diese spielte er in mehr als 4000 Folgen der Serie. Mit Oscar und Bibo trat Spinney unter anderem in der Volksrepublik China, Australien und Japan auf. Neben anderen Filmen war er auch beim Kinderfilm Big Bird in China beteiligt, der in Zusammenarbeit mit dem chinesischen Staatsfernsehen China Central Television entstand. Seine Spielweise diente als Vorbild für zahlreiche internationale Puppenspieler. Außerdem schrieb Spinney die Bücher How to Be a Grouch (1976) und The Wisdom of Big Bird (and the Dark Genius of Oscar the Grouch): Lessons from a Life in Feathers (2003).
Für seine Arbeit erhielt Spinney vier Daytime Emmy Awards und zwei Grammy Awards. Zwei seiner Aufnahmen haben Gold-Record-Status. Im Jahr 2000 erhielt er den „Library of Congress’s Living Legend Award“, 2006 wurde er von der „National Academy of Television Arts and Sciences“ für sein Lebenswerk geehrt. 1994 erhielt Spinney einen Stern auf dem Hollywood Walk of Fame.
2018 zog er sich, nachdem er 50 Jahre für die Sesamstraße gearbeitet hatte, in den Ruhestand zurück.

## Filmografie (Auswahl)

### Fernsehen
- 1969–2018: Sesamstraße (Sesame Street)
- 1979: Die Muppet Show (The Muppet Show)
- 1987: Die Muppets feiern Weihnacht (A Muppet Family Christmas)
- 1998: Ein Pastor startet durch (Soul Man)
- 2004: The West Wing – Im Zentrum der Macht (The West Wing)
- 2009: Scrubs – Die Anfänger (Scrubs)
- 2015: Supernatural

### Film
- 1979: Muppet Movie (The Muppet Movie)
- 1985: Bibos abenteuerliche Flucht (Follow That Bird)
- 1993: Zurück nach Hause – Die unglaubliche Reise (Homeward Bound: The Incredible Journey)
- 2009: Nachts im Museum 2 (Night at the Museum: Battle of the Smithsonian)

## Auszeichnungen (Auswahl)
- 1974: Emmy in der Kategorie Outstanding Individual Achievement in Children’s Programming für Sesamstraße
- 1976: Grammy-Nominierung in der Kategorie Best Recording for Children für Sesamstraße
- 1976: Emmy in der Kategorie Outstanding Children’s Programming für Sesamstraße
- 1979: Emmy in der Kategorie Outstanding Individual Achievement in Children’s Programming für Sesamstraße
- 1984: Emmy in der Kategorie Special Classification of Outstanding Individual Achievement – Performers für Sesamstraße
- 1994: Fernseh-Stern auf dem Hollywood Walk of Fame, 7021 Hollywood Boulevard
- 1998: Emmy-Nominierung in der Kategorie Outstanding Performer in a Children’s Series für Sesamstraße
- 1999: Emmy-Nominierung in der Kategorie Special Classification of Outstanding Individual Achievement – Performers für Sesamstraße
- 2006: Emmy Lifetime Achievement Award
- 2007: Emmy in der Kategorie Outstanding Performer in a Children’s Series für Sesamstraße
- 2010: Emmy-Nominierung in der Kategorie Outstanding Performer in a Children’s Series für Sesamstraße
- 2011: Emmy-Nominierung in der Kategorie Outstanding Performer in a Children’s Series für Sesamstraße
- 2012: Emmy-Nominierung in der Kategorie Outstanding Performer in a Children’s Series für Sesamstraße